# Bernhard von Cotta
Carl Bernhard von Cotta (Zillbach, Szász–Meiningeni Hercegség, 1808. október 24. – Freiberg, 1879. szeptember 14.) német geológus, Heinrich Cotta fia. 

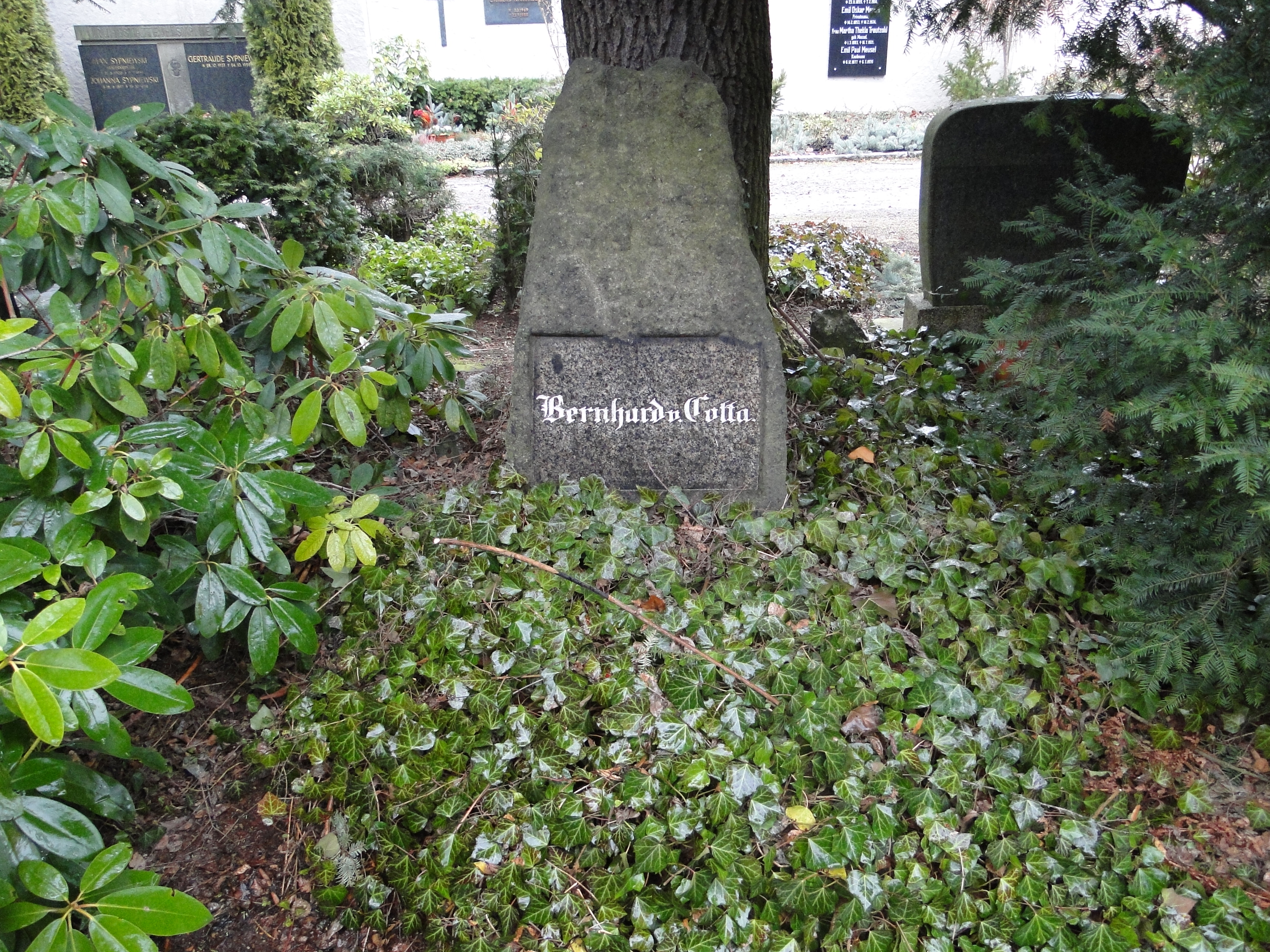
Sírja Freibergben

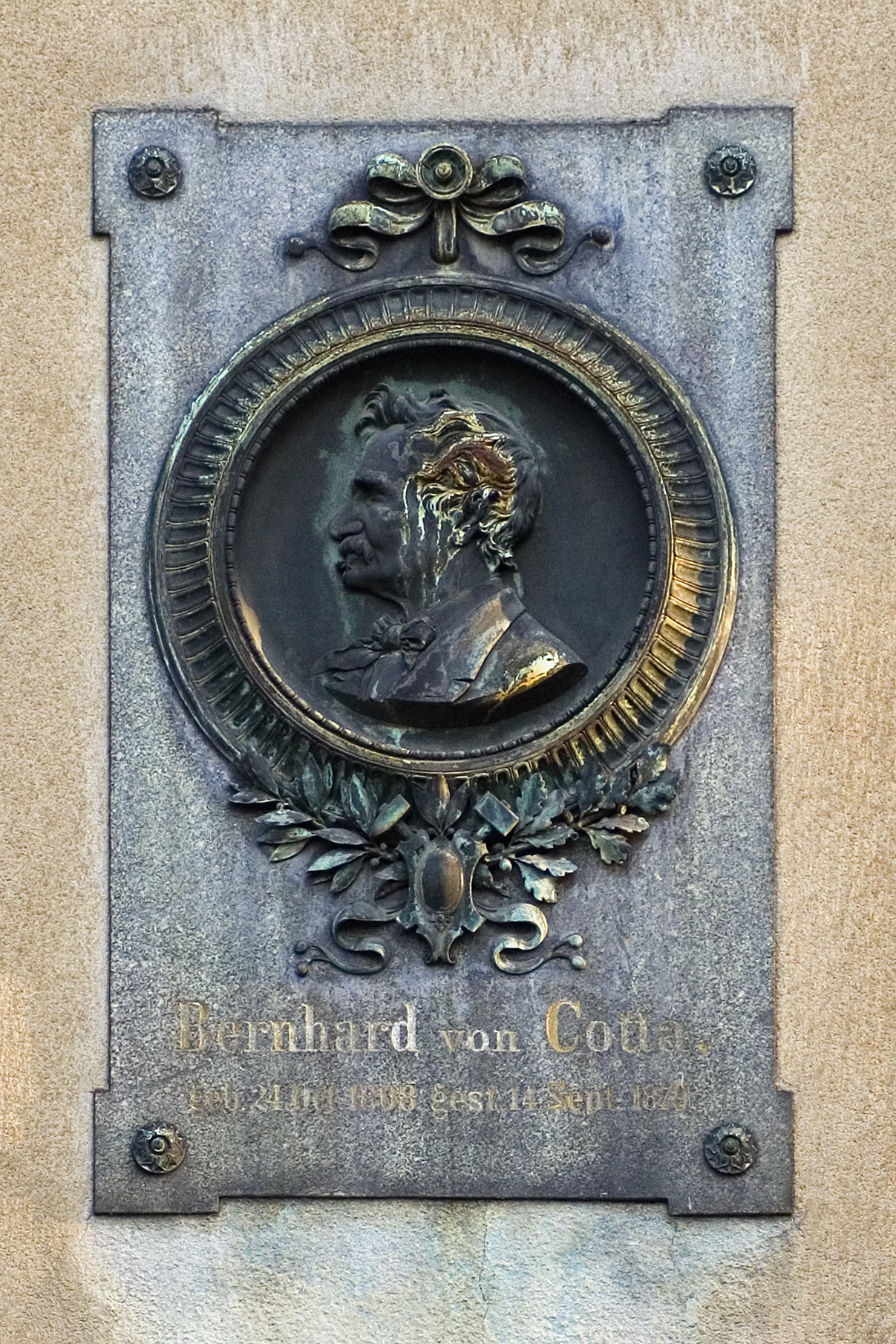
Emléktáblája freibergi lakóházának falán

## Életrajza
1827 és 1831 között a freibergi bányász-akadémia növendéke volt, 1832-ben Heidelbergban hallgatott természettudományokat, ugyanott avatták doktorrá. 1841-ben a tharandi erdészeti akadémia titkára, 1842-ben a freibergi bányászati akadémián a geológia tanára, C. F. Naumann utóda lett.

## Munkássága
Neve úgy geológiai szakmunkái, mint népszerű művei által vált híressé. Ránk nézve tudományos működése annyiban bír különösen nagy fontossággal, hogy 1855-től 1865-ig két ízben utazta be Magyarországot és tüzetesen tanulmányozta nevezetesebb bányavidékeink érclelőhelyeit. Kisebb magyarországi tárgyú értekezésein kívül, melyek a Berg- und Hüttenmännische Zeitungban és a bécsi császári és királyi Geologischen Reichsanstalt évkönyveiben jelentek meg, erre vonatkozó terjedelmesebb munkája: Die Erzlagerstätten Ungarns und Siebenbürgens (Freiberg, 1862); Ungarische und Siebenbürgische Bergorte (Lipcse, 1862); Erzlagerstätten im Banat und in Serbien (Bécs, 1864).
Nagy előszeretettel és kedvvel foglalkozott az ércfekvőhelyek tanulmányozásával és a fentebbieken kívül is igen becses alapmunkái jelentek meg eme témakörben: Gangstudien (1847-62); Die Lehre von den Erzlagerstätten (két kötet, Freiberg, 1855., második kiadás 1859-61). Ezekben gazdag tapasztalatai alapján kimutatta, hogy az ércfekvőhelyek képződésében semmiféle kronológiai vagy geográfiai törvények nem uralkodnak, hanem hogy a Föld minden korszakában képződtek, de leginkább az eruptív kőzetek szomszédságában.
Egyéb szakmunkái közül nagy figyelmet keltett Der innere Bau der Gebirge című könyvecskéje (Freiberg, 1851). Még freibergi tanárkodása előtt fogott hozzá a Szász Királyság geológiai térképének elkészítéséhez, 1832-től 1844-ig dolgozott rajta. C. F. Naumann-nal együtt; a freibergi bányászati akadémia adta ki az akkor nagy feltűnést keltett fényesen kiállított térképet, mely a maga nemében a legelső rendszeres munka volt. 1848-ban Türingia földtani térképét készítette el.
Az ércfekvőhelyek kérdésének tanulmányozása mellett nagy kedvvel foglalkozott Cotta a föld fejlődési viszonyaira vonatkozó kérdésekkel és ezt tárgyaló két legnevezetesebb munkája: Geologische Fragen (Freiberg, 1858), Entwickelungsgesetz der Erde (Lipcse, 1867). Magyarul A földfejlődés törvényéről Rónay Dezső fordításában. (Arad, 1871). Rokon tárgyú ezekkel a már 1835-ben közrebocsátott Geologisches Glaubensbekenntniss, Ideen című munkája; ugyanabban az évben kezdődött és 1838-ban fejeződött be Geognotische Wanderungen (I. II. rész) című munkája, melyekkel legelőször vonta magára a tudományos világ figyelmét.
Cotta az ércfekvőhelyekre vonatkozó tanulmányaihoz anyagot gyűjtendő beutazta az Alpokat. Nyugat-Európa minden nevezetesebb érctermővidékét, azután az Uralt és az Altáji útját 1868-ban az orosz cár meghívására tette meg és erről egy nagy kötetben számolt be: Der Altai. Sein geologischer Bau und seine Erzlagerstätten (Lipcse, 1871). Az Alpokban tett utazásainak eredményeként írta meg: Geologische Briefe aus den Alpen (Lipcse, 1850) című munkáját.
Legismertebb és legnagyobb hatást keltett népszerű munkája Die Geologie der Gegenwart (Lipcse, 1866), melyet a freibergi akadémia százéves fennállásának ünnepére adott ki, s melyet harmadik kiadása után a Királyi Magyar Természettudományi Társulat lefordíttatott magyarra és mint könyvkiadó vállalatának első kötetét bocsátotta közre (A jelen geologiája, ford. Petrovics Gyula, Budapest, 1873).
Legelső népszerű irányú munkája volt a Briefe über Humboldt's Kosmos (3 kötet, Lipcse, 1850-51), melyben a Kosmos-ban foglaltakat magyarázza és a nagy közönség részére jobban érthetőbbé tette. Igen sok kiadást ért Geologische Bilder (Lipcse, 1852) című könyve, melyben a föld alakulását, fejlődését és anyagát ismereti népszerű modorban. Igen elterjedt és több kiadást ért Deutschlands Boden (II. kiadás Lipcse, 1858.) című munkája is.
Geológiai kézikönyveket is írt: Grundriss der Geognosie und Geologie (Drezda és Lipcse, 1846), mely tulajdonképen a régebben megírt Anleitung zum Studium der Geognosie-jának második kiadása; Die Gesteinslehre (2. kiad. Freiberg, 1862). Kisebb és egészen népszerű könyve: Katechismus der Geologie (II. kiad. Lipcse, 1872). Cotta fordította le németre E. Quinet-nek La création című kétkötetes munkáját (Die Schöpfung, Lipcse, 1871), valamint ő revideálta Lyell kétkötetes geologiájának német fordítását.
1874-ben 32 évi tanári működés után a magánéletbe vonult vissza, de irodalmilag még mindig működött. Ekkor írta a Hauer-féle földtani térkép megjelenése alkalmából hazánk geológiai alkotásáról szóló értekezését (Transleithaniens Bodenbau), mely fordításban a Term. T. Közlöny 1874-ik évfolyamában is megjelent. 1876-ban az Auslandban szólott hozzá a geológiai kormeghatározás kérdéséhez (magyarul Term. T. 1877. Évf.) és ugyanabban az évben fogott hozzá a geológia történetének megírásához, melyből azonban csak a Geologisches Repertorium (Lipcse, 1877) látott napvilágot, a történelmi résznek megírásában betegsége gátolta meg, mely két évig kötötte ágyhoz.
Számos kitüntetésben részesült, egyebek között a Magyar Tudományos Akadémiának is külső tagja volt, a Királyi Magyar Természettudományi Társulatnak külföldi levelező tagja, a Magyarhoni Földtani Társulatnak pedig tiszteleti tagja.

## Magyarul megjelent művei
- A földfejlődés törvényéről; Réthy, Arad, 1871
- A jelen geológiája; ford. Petrovits Gyula; Természettudományi Társulat, Bp., 1873 (A Kir. Magy. Természettudományi Társulat Könyvkiadó Vállalata)